# Diostracus henanus
Diostracus henanus är en tvåvingeart som beskrevs av Yang 1999. Diostracus henanus ingår i släktet Diostracus och familjen styltflugor.
Artens utbredningsområde är Henan (Kina). Inga underarter finns listade i Catalogue of Life.